# Медаль «За гражданские действия» (Южный Вьетнам)
Медаль «За гражданские действия» (вьет. Dân Vụ Bội Tinh) — военная награда Южного Вьетнама.

## Описание
Медалью «За гражданские действия» награждался любой военнослужащий, за значительные заслуги и достижения на гражданской службе. Медаль широко вручалась военнослужащим подразделений армии Соединенных Штатов и Корпуса морской пехоты США, участвовавшим с местной полицией в подавлении гражданских беспорядков в некоторых районах Южного Вьетнама.
Медаль была учреждена 12 мая 1964 года.
Медаль состояла из II классов и одного специального:
- — I класс (офицерам)
- — II класс (рядовому составу)
- (армейским подразделениям)

Медалью награждали единожды и невозможно было ношение двух классов медали одновременно.